# Torneo de las Cinco Naciones 1956
El Torneo de las Cinco Naciones de 1956 fue la 62° edición del principal Torneo del hemisferio norte de rugby.
El campeón del torneo fue la Selección de Gales.

## Clasificación
| Lugar | Selección  | Partidos | Partidos | Partidos  | Partidos | Puntos  | Puntos    | Puntos | Tabla de puntos |
| Lugar | Selección  | Jugados  | Ganados  | Empatados | Perdidos | A favor | En contra | dif.   | Tabla de puntos |
| ----- | ---------- | -------- | -------- | --------- | -------- | ------- | --------- | ------ | --------------- |
| 1     | Gales      | 4        | 3        | 0         | 1        | 25      | 20        | +5     | 6               |
| 2     | Inglaterra | 4        | 2        | 0         | 2        | 43      | 28        | +15    | 4               |
| 3     | Francia    | 4        | 2        | 0         | 2        | 31      | 34        | -3     | 4               |
| 4     | Irlanda    | 4        | 2        | 0         | 2        | 33      | 47        | -14    | 4               |
| 5     | Escocia    | 4        | 1        | 0         | 3        | 31      | 34        | -3     | 2               |

## Resultados
| 14 de enero | Escocia | 12 - 0 | Francia | Estadio Murrayfield, Edimburgo |  |

| 21 de enero | Inglaterra | 3 - 8 | Gales | Twickenham Stadium, Londres |  |

| 28 de enero | Francia | 14 - 8 | Irlanda | Stade Olympique Yves-du-Manoir, Colombes |  |

| 4 de febrero | Gales | 9 - 3 | Escocia | Cardiff Arms Park, Cardiff |  |

| 11 de febrero | Inglaterra | 20 - 0 | Irlanda | Twickenham Stadium, Londres |  |

| 25 de febrero | Irlanda | 14 - 10 | Escocia | Lansdowne Road, Dublín |  |

| 10 de marzo | Irlanda | 11 - 3 | Gales | Lansdowne Road, Dublín |  |

| 17 de marzo | Escocia | 6 - 11 | Inglaterra | Estadio Murrayfield, Edimburgo |  |

| 24 de marzo | Gales | 5 - 3 | Francia | Cardiff Arms Park, Cardiff |  |

| 24 de marzo | Francia | 14 - 9 | Inglaterra | Stade Olympique Yves-du-Manoir, Colombes |  |

## Premios especiales
- Copa Calcuta:  Inglaterra